# Uroleucon hypochoeridis
Uroleucon hypochoeridis är en insektsart som först beskrevs av Fabricius 1779.  Uroleucon hypochoeridis ingår i släktet Uroleucon och familjen långrörsbladlöss. Arten är reproducerande i Sverige. Inga underarter finns listade i Catalogue of Life.